# الخصال المكفرة للذنوب
الخصال المكفرة للذنوب كتاب يحوي أبواب في الترغيب والترهيب مؤلفه الحافظ ابن حجر العسقلاني (773هـ - 852هـ ) وهذا الكتاب من الكتب المشهورة والمتداولة بين العوام لما حواه من مادة تبعث على زيادة وتقوية الإيمان وترقيق القلوب؛ وهو أيضًَا من الكتب التي يطلبها طلاب العلم لما يحويه من نقول فريدة وتخريجات عزيزة من كتب نادرة، أو مفقودة.

## نبذه عن المؤلف
شهاب الدين أبو الفضل أحمد بن علي بن محمد بن محمد بن علي بن محمود بن أحمد بن أحمد الكناني العسقلاني ثم المصري الشافعي (شعبان 773 هـ/1371م - ذو الحجة 852 هـ/1449م)، مُحدِّث وعالم مسلم، شافعي المذهب، لُقب بعدة ألقاب منها شيخ الإسلام وأمير المؤمنين في الحديث.
له مجموعة من المؤلفات أبرزها:
- فتح الباري بشرح صحيح البخاري.
- الإصابة في تمييز الصحابة.

## وصف الكتاب
حوى الكتاب على أحاديث نبوية قام المؤلف بتتبعها من كتب كثيرة بعضها غريب وبعضها مشهور وقد نسب الأحاديث إلى مخرجها وتكلم على حكمها إلى وقام بترتيبها على أبواب ليسهل الوصول اليها، ويقول المؤلف في مقدمة كتابه أن الباعث على جمعها (الأحاديث) هو إجابة سؤال سائل له حقوق توجب الاقبال على مطلوبه.

## طالع أيضًا
- أحوال الميت من حين الاحتضار إلى الحشر
- أربعون حديثا عن أربعين شيخا من عوالي المجيزين
- التلخيص الحبير في تخريج أحاديث الرافعي الكبير
- التتبع لصفة التمتع